# Martín Herrera
Martín Horacio Herrera (Río Cuarto, Córdoba, 13 de septiembre de 1970) es un exfutbolista argentino que jugaba de portero.

## Trayectoria
Empezó su carrera en el equipo de su localidad, la Asociación Atlética Estudiantes de Río Cuarto. 
Con 17 años fichó por Boca Juniors, donde coincidió con guardametas como Navarro Montoya que le cerraron las puertas a la titularidad. 
El 16 de mayo del 1993, en un partido entre los equipos de reservas de Boca e Independiente, chocó brutalmente contra un delantero rival, quedando gravemente lesionado: traumatismo craneal con hundimiento de pómulo, fractura en el hueso orbital del ojo derecho y rotura de ligamentos. Tras nueve meses de rehabilitación, consiguió volver a los terrenos de juego, aunque nuevamente fue relegado a la suplencia. Ante la falta de oportunidades para alcanzar la titularidad, en 1996 fichó por Atlanta de Primera "B" Nacional, cuya meta defendió como titular. 
En 1997 pasó a la liga mexicana, donde fue campeón con el Toluca. Regresó a Argentina para jugar en Ferro Carril Oeste, donde disputó un total de 34 partidos. Dejó el club tras acumular varios impagos, tasada su ficha en U$S 1,2 millones y fichando por el Deportivo Alavés a punto de cumplir 29 años.
Su paso por el equipo español coincidió con los años dorados del club, llegando a disputar una final de la Copa de la UEFA, donde Herrera fue titular. 
En su primer año en España logró el Trofeo Zamora al ser el portero menos goleado de la liga y también el Trofeo EFE al Mejor Jugador Iberoamericano.
La temporada 2000/01 se vio envuelto en el llamado "caso de los pasaportes falsos". Herrera fue suspendido temporalmente por la Real Federación Española de Fútbol por presuntas irregularidades en la tramitación de su doble nacionalidad ítalo-argentina, aunque finalmente la acusación fue retirada.
El verano de 2002 fichó por el Fulham FC de la Premier League inglesa. En su primera temporada apenas disputó dos partidos oficiales, por lo que en 2003 acabó regresando a su Argentina natal. Se incorporó al Estudiantes de La Plata, primero como cedido y finalmente transferido en mayo de 2005.
En su última temporada en activo, conquistó el Torneo de Apertura 2006, a pesar de no completar la temporada, tras enfrentarse con su entrenador, Diego Simeone, que le había retirado la titularidad a mitad del campeonato. En octubre de 2006 rescindió su contrato con Estudiantes La Plata y tras casi un año semirretirado, el verano de 2007 regresó a la actividad con su primer club, Estudiantes de Río Cuarto, para jugar en el Torneo Argentino B. Se retiró definitivamente en abril de 2008.
En 2011 acusó a su excompañero en Boca Alberto Márcico de una estafa inmobiliaria. Luego de años de investigación, la causa de Herrera quedó estancada y sin mayores novedades.

## Como DT
- Dirige a Lautaro Roncedo de Alcira Gigena de la Liga Regional.

## Política
Desde el 1 de julio de 2016 se desempeña como Subsecretario de Deporte de la Municipalidad de Río Cuarto.

## Estadísticas

### Clubes
| Club                              | Div           | Temporada     | Liga  | Liga  | Copas nacionales(1) | Copas nacionales(1) | Torneos internacionales(2) | Torneos internacionales(2) | Total(3) | Total(3) |
| Club                              | Div           | Temporada     | Part. | Goles | Part.               | Goles               | Part.                      | Goles                      | Part.    | Goles    |
| --------------------------------- | ------------- | ------------- | ----- | ----- | ------------------- | ------------------- | -------------------------- | -------------------------- | -------- | -------- |
| Boca Juniors Argentina            |               |               |       |       |                     |                     |                            |                            |          |          |
| 1.ª                               | 1987-94       | --            | --    | --    | --                  | --                  | --                         | 0                          | 0        |          |
| Total club                        | Total club    | 0             | 0     | 0     | 0                   | 0                   | 0                          | 0                          | 0        |          |
| Atlanta Argentina                 |               |               |       |       |                     |                     |                            |                            |          |          |
| 2.ª                               | 1995-96       | 22            | 0     | --    | --                  | --                  | --                         | 22                         | 0        |          |
| 2.ª                               | 1996-97       | 22            | 0     | --    | --                  | --                  | --                         | 22                         | 0        |          |
| 2.ª                               | 1997-98       | 22            | 0     | --    | --                  | --                  | --                         | 22                         | 0        |          |
| Total club                        | Total club    | 66            | 0     | 0     | 0                   | 0                   | 0                          | 66                         | 0        |          |
| Toluca · México                   |               |               |       |       |                     |                     |                            |                            |          |          |
| 1.ª                               | 1998          | 5             | 0     | --    | --                  | --                  | --                         | 5                          | 0        |          |
| Total club                        | Total club    | 5             | 0     | 0     | 0                   | 0                   | 0                          | 5                          | 0        |          |
| Ferro Carril Oeste Argentina      |               |               |       |       |                     |                     |                            |                            |          |          |
| 1.ª                               | 1998-99       | 34            | 0     | --    | --                  | --                  | --                         | 34                         | 0        |          |
| Total club                        | Total club    | 34            | 0     | 0     | 0                   | 0                   | 0                          | 34                         | 0        |          |
| Alavés · España                   |               |               |       |       |                     |                     |                            |                            |          |          |
| 1.ª                               | 1999-00       | 38            | 0     | --    | --                  | --                  | --                         | 38                         | 0        |          |
| 1.ª                               | 2000-01       | 36            | 0     | --    | --                  | 13                  | 0                          | 49                         | 0        |          |
| 1.ª                               | 2001-02       | 20            | 0     | --    | --                  | --                  | --                         | 20                         | 0        |          |
| Total club                        | Total club    | 94            | 0     | 0     | 0                   | 13                  | 0                          | 107                        | 0        |          |
| Fulham Inglaterra                 |               |               |       |       |                     |                     |                            |                            |          |          |
| 1.ª                               | 2002-03       | 2             | 0     | --    | --                  | --                  | --                         | 2                          | 0        |          |
| Total club                        | Total club    | 2             | 0     | 0     | 0                   | 0                   | 0                          | 2                          | 0        |          |
| Estudiantes de la Plata Argentina |               |               |       |       |                     |                     |                            |                            |          |          |
| 1                                 | 2003-04       | 20            | 0     | --    | --                  | --                  | --                         | 20                         | 0        |          |
| 1                                 | 2004-05       | 20            | 0     | --    | --                  | --                  | --                         | 20                         | 0        |          |
| 1                                 | 2005-06       | 33            | 0     | --    | --                  | 10                  | 0                          | 43                         | 0        |          |
| 1                                 | 2006-07       | 4             | 0     | --    | --                  | 2                   | 0                          | 6                          | 0        |          |
| Total club                        | Total club    | 77            | 0     | 0     | 0                   | 12                  | 0                          | 89                         | 0        |          |
| Estudiantes Río Cuarto Argentina  |               |               |       |       |                     |                     |                            |                            |          |          |
| 4.ª                               | 2007-08       | 14            | 0     | --    | --                  | --                  | --                         | 14                         | 0        |          |
| 4.ª                               | 2007-09       | 12            | 0     | --    | --                  | --                  | --                         | 12                         | 0        |          |
| Total club                        | Total club    | 26            | 0     | 0     | 0                   | 0                   | 0                          | 26                         | 0        |          |
| Total carrera                     | Total carrera | Total carrera | 304   | 0     | 0                   | 0                   | 25                         | 0                          | 329      | 0        |

## Palmarés

### Campeonatos nacionales
| Título           | Club                    | País      | Año     |
| ---------------- | ----------------------- | --------- | ------- |
| Primera División | Deportivo Toluca        | México    | 1998    |
| Primera División | Estudiantes de La Plata | Argentina | A-2006  |
| Argentino B      | Estudiantes Río Cuarto  | Argentina | 2008-09 |

### Distinciones individuales
| Distinción                                          | Año  |
| --------------------------------------------------- | ---- |
| Trofeo Zamora de la Primera División de España      | 2000 |
| Trofeo EFE- Mejor jugador iberoamericano de la Liga | 2000 |